# Sekiguchi Keisuke
Keisuke Sekiguchi (sinh ngày 4 tháng 11 năm 1986) là một cầu thủ bóng đá người Nhật Bản.

## Sự nghiệp câu lạc bộ
Keisuke Sekiguchi đã từng chơi cho Fagiano Okayama.